# بيتينوس (كسانثي)
بيتينوس (Πετεινός) هي مدينة في كسانثي في مقاطعة فوريا إلادا في اليونان.